# Phyllovates tripunctata
Phyllovates tripunctata är en bönsyrseart som beskrevs av Hermann Burmeister 1838. Phyllovates tripunctata ingår i släktet Phyllovates och familjen Mantidae. Inga underarter finns listade i Catalogue of Life.